# Central nuclear José Cabrera
La central nuclear José Cabrera (1968 - 2006), més coneguda com a Zorita, va ser la primera central nuclear construïda a Espanya, situada al costat del riu Tajo al terme municipal de Almonacid de Zorita, a la província de Guadalajara, i va pertànyer a la companyia Unión Fenosa. Complert el seu cicle de funcionament, va deixar de funcionar el 30 d'abril de 2006 per a procedir a ser desmantellada.
Es va començar a construir al juliol de 1965 i es va finalitzar en temps record al març de 1968. Es va carregar el nucli i es va assolir la primera criticitat el juny del mateix any, i el 14 de juliol es va connectar a la xarxa. La inauguració oficial va ser el 12 de desembre de 1968. Tenia una potència instal·lada de 160 MW amb un reactor nuclear tèrmic de tipus PWR, o d'aigua a pressió, és més freqüent al món. El seu sistema de refrigeració fou de canonada forçada (riu Tajo).
En les instal·lacions es preveu construir un magatzem temporal per a poder dipositar els residus continguts en la piscina, en mancar de moment d'un magatzem temporal centralitzat en el qual emmagatzemar tots els residus radioactius procedents de les centrals nuclears que operen a l'estat.